# Polistirene antiurto
Il polistirene antiurto (o polistirene ad alto impatto o HIPS, dall'inglese High Impact PolyStyrene) è un materiale termoplastico costituito da polistirene e gomma stirene-butadiene (o gomma SBR).

## Sintesi
La sintesi del polistirene antiurto può essere svolta secondo i seguenti processi:
- miscelazione a caldo della gomma SBR con polistirene e successiva omogeneizzazione in estrusore:[1] in questo caso si ottiene una miscela bifase, in cui la fase continua (o matrice) è costituita dal polistirene, mentre la fase dispersa è costituita dalla gomma SBR;

Struttura chimica del polistirene antiurto ottenuto per innesto; la catena polimerica principale (A) è costituita da gomma SBR, mentre le catene polimeriche laterali (B) sono costituite da polistirene.

- innesto del polistirene con gomma SBR: si ottiene sciogliendo la gomma SBR nello stirene (che è il monomero del polistirene) e svolgendo successivamente la reazione di polimerizzazione (in massa, in emulsione o in sospensione), durante la quale alla gomma SBR si innesta il polistirene che si va formando dal monomero.[1]

Quindi a seconda del processo utilizzato i polimeri che costituiscono l'HIPS (polistirene e gomma SBR) possono essere legati chimicamente (nel processo per innesto) o semplicemente miscelati (nel processo per miscelazione).

## Impatto della presenza dell'elastomero
Rispetto al polistirene standard, il polistirene antiurto presenta le seguenti caratteristiche peculiari, derivanti dalla presenza della gomma SBR:
- maggiore tenacità, cioè maggiore allungamento a rottura[1] (l'HIPS è in grado di subire una deformazione anche superiore al 40% prima di rompersi);
- maggiore resilienza, cioè maggiore resistenza all'urto;[1]
- lieve diminuzione della resistenza a trazione;[1]
- lieve diminuzione della resistenza a flessione;[1]
- leggera diminuzione del modulo di Young;[1]
- leggera diminuzione della durezza;[1]
- leggera diminuzione della resistenza all'invecchiamento (associata alla presenza di monomero residuo);[1]
- opacità.[1]

## Utilizzi

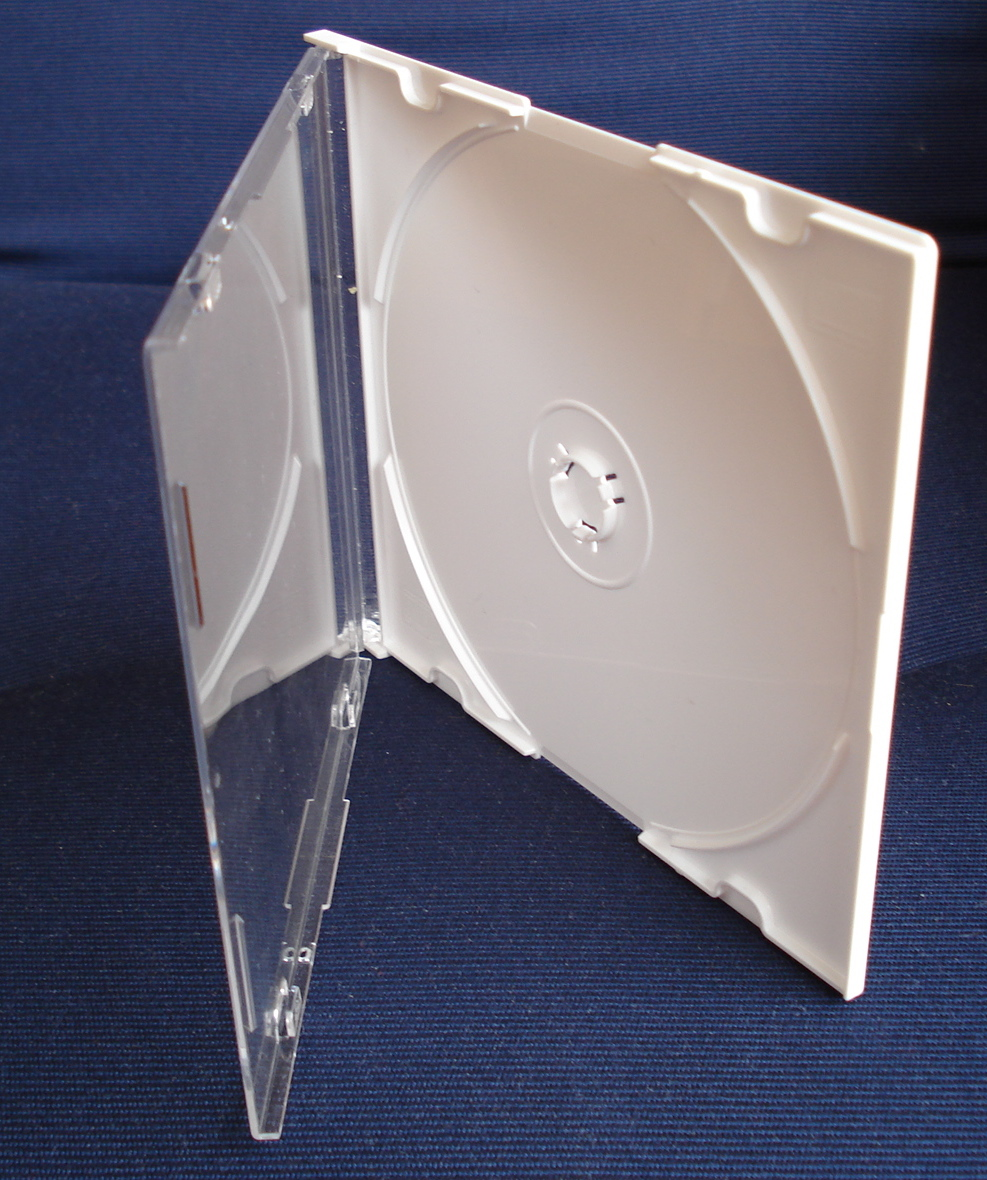
Involucro per CD in polistirene (parte trasparente) e polistirene antiurto (parte bianca, opaca).

Il polistirene antiurto è utilizzato nella fabbricazione di imballaggi, giocattoli, elementi delle celle frigorifere ed elettrodomestici.
Può essere utilizzato anche per la stampa di oggetti che hanno bisogno di essere flessibili ma allo stesso modo consistenti e robusti; non è però da paragonare alle gomme, con le quali non condivide la loro elasticità.
I filamenti in HIPS sono molto leggeri e possono essere facilmente incollati con una varietà di adesivi a base di stirene, epossidiche, supercolle...ecc. In questo modo li rendono disponibili per applicazioni come la costruzione di modelli o per le stampe a parti da incollare insieme.
Il polistirene è ampiamente utilizzato nel settore del packaging alimentare, ma anche per la produzione di plastica usa e getta per esempio le posate / stoviglie e custodie CD / DVD.https://www.eco-sphere.it/shop/filamenti-hips/999-filamenti-in-hips.html
Gli oggetti stampati in HIPS possono essere sabbiati e se necessario dipinti con colori acrilici.
Se l'oggetto stampato in HIPS viene trattato con solvente all'acetone si può ottenere una superficie perfettamente lucida, tanto da somigliare ad una realizzazione in stampa ad iniezione.
L'HIPS si può sciogliere nel Limonene con concentrazione superiore al 90%, tanto che esistono le versioni di filamenti appositi per la realizzazione dei supporti durante la stampa a doppio estrusore.
HIPS è un materiale sensibile al fenomeno della frattura in ambiente attivo (ESC), in particolare in presenza di oli e grassi. La sensibilità ad ESC è legata alla dimensione delle particelle di gomma contenute.